# Кримінальний кодекс Республіки Вірменія
Кримінальний кодекс Республіки Вірменія  від 18 квітня 2003 р. — систематизований збірник кримінальних законів Вірменії. Чинний з  01 серпня 2003 р.
КК Вірменії укладений під значним впливом КК РФ 1996 р. Завдання кримінального закону, підстави кримінальної відповідальності, класифікацію злочинів та інші питання даний КК в цілому регламентує так, як і КК РФ 1996 р. Враховані в КК Вірменії і багато положень Модельного Кримінального кодексу для країн СНД.